# Tractat de lliure comerç centreeuropeu
El Tractat de Lliure Comerç centreeuropeu (CEFTA) (en anglès: Central European Free Trade Agreement) és un acord comercial internacional entre països situats majoritàriament al sud-est d'Europa, signat el 21 de desembre de 1992, a Cracòvia (Polònia).
Fundat per representants de Polònia, Hongria i Txecoslovàquia, es va expandir a Albània, Bòsnia i Hercegovina, Bulgària, Croàcia, Moldàvia, Montenegro, Macedònia del Nord, Romania, Sèrbia, Eslovènia i la UNMIK (en nom de Kosovo, d'acord amb la RCSNU 1244).
Des de l'1 de juliol de 2013, els membres del tractat CEFTA són: Albània, Bòsnia i Hercegovina, Moldàvia, Montenegro, Macedònia del Nord, Sèrbia i UNMIK (en nom de Kosovo). Els següents estats van deixar de pertànyer a la CEFTA quan es van convertir en estats membres de la Unió Europea (UE): Bulgària, Croàcia, República Txeca, Hongria, Polònia, Romania, Eslovàquia i Eslovènia.

## Membres
| Part contractant                                              | Adhesió | Sortida |
| ------------------------------------------------------------- | ------- | ------- |
| Polònia                                                       | 1992    | 2004    |
| Hongria                                                       | 1992    | 2004    |
| Txèquia (fins l'1 de gener de 1993, part de Txecoslovàquia)   | 1992    | 2004    |
| Eslovàquia(fins l'1 de gener de 1993, part de Txecoslovàquia) | 1992    | 2004    |
| Eslovènia                                                     | 1996    | 2004    |
| Romania                                                       | 1997    | 2007    |
| Bulgària                                                      | 1999    | 2007    |
| Croàcia                                                       | 2003    | 2013    |
| Macedònia del Nord (fins al 2019 anomenada Macedònia)         | 2006    | —       |
| Albània                                                       | 2007    | —       |
| Bòsnia i Hercegovina                                          | 2007    | —       |
| Moldàvia                                                      | 2007    | —       |
| Montenegro                                                    | 2007    | —       |
| Sèrbia                                                        | 2007    | —       |
| UNMIK (en nom de Kosovo)                                      | 2007    | —       |

## Membres actuals
| Part contractant         | Adhesió      | Població | Superfície (km²) | Capital   | PNB en milions (PPP) | PNB per capita (PPP) |
| ------------------------ | ------------ | -------- | ---------------- | --------- | -------------------- | -------------------- |
| Albània                  | 1 gener 2007 | 2862427  | 28748            | Tirana    | 40.151               | 13.991               |
| Bosnia i Herzegovina     | 1 gener 2007 | 3502550  | 51209            | Sarajevo  | 51.996               | 15.935               |
| Moldàvia                 | 1 gener 2007 | 3547539  | 33843            | Chişinău  | 35.906               | 13.879               |
| Montenegro               | 1 gener 2007 | 622182   | 14026            | Podgorica | 12.608               | 20.084               |
| Macedònia del Nord       | 1 gener 2006 | 2077132  | 25713            | Skopje    | 34.694               | 16.486               |
| Sèrbia                   | 1 gener 2007 | 6963764  | 77474            | Belgrad   | 141.927              | 20.544               |
| UNMIK (en nom de Kosovo) | 1 gener 2007 | 1795666  | 10908            | Pristina  | 23.524               | 13.017               |